# 黃廷圭
黃廷圭（15世紀—16世紀），廣東高州府電白縣莊垌人，明朝政治人物。

## 生平
黃廷圭是成化十年（1474年）的舉人，任羅城知縣，為政清平，判決以理，人稱「黃天平」，因母親逝世回鄉；服闕後補任福建龍巖知縣，精於吏事，部下不敢欺暪，又修繕龍津橋、南門南關和官路，致仕離任後人民依舊思念他，為其建立「愛民父母碑」，回到電白後他杜門不出，澹泊名利，鄉人敬慕，稱他為「有道先生」，死後入祀鄉賢祠。

## 引用
1. 1 2  道光《電白縣志·卷十八·列傳》：黃廷圭，莊垌人，成化甲午舉人，任廣西羅城縣知縣，政平訟理，民有「黃天平」之稱。丁內艱，補福建龍巖縣，撫字有方多惠政，致仕後民咸思之，為立愛民父母碑，居鄉杜門卻掃，於聲利淡如也，一時鄉邦敬慕，稱有道先生，卒祀鄉賢。
2. ↑  民國《龍巖縣志·卷三十一·良吏傳》：黃廷圭，電白人舉人，宏治間知縣事，簿書精覈，吏不能欺，修龍津橋、南門南關及官路。
3. ↑  光緒《高州府志·卷三十七·人物十》：黃廷圭，電白人，成化甲午舉人，任廣西羅城縣知縣，政平訟理，民有「黃天平」之稱。丁內艱，後補福建龍巖縣，撫字有方多惠政，致仕後民咸思之，為立愛民父母碑，居鄉杜門卻掃，於聲利澹如也，一時鄉邦敬慕，稱有道先生。 乾隆志鄉賢傳，電白祀鄉賢